# エスビー食品

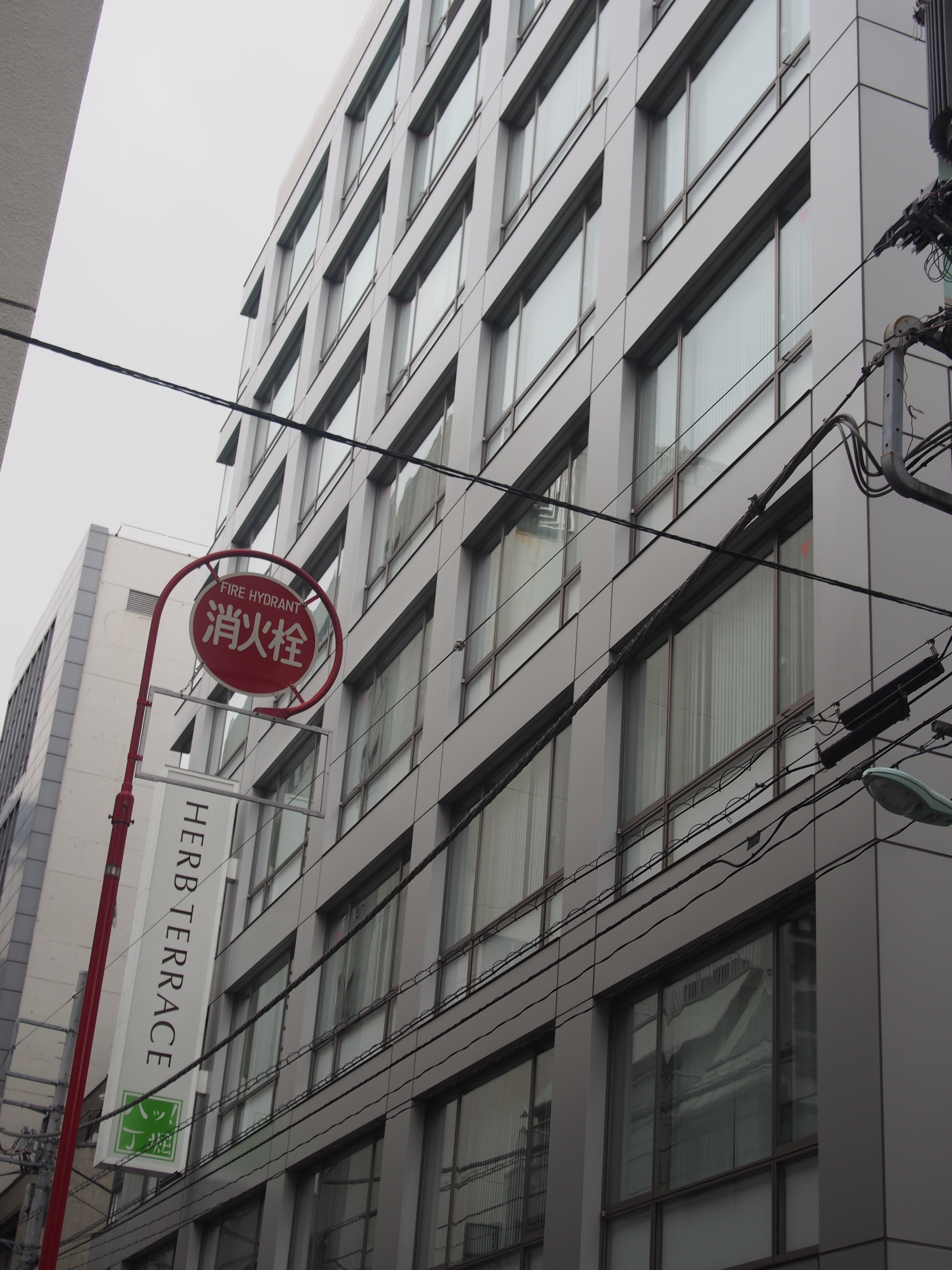
東京都中央区八丁堀にある「八丁堀ハーブテラス」。本社そばにある。

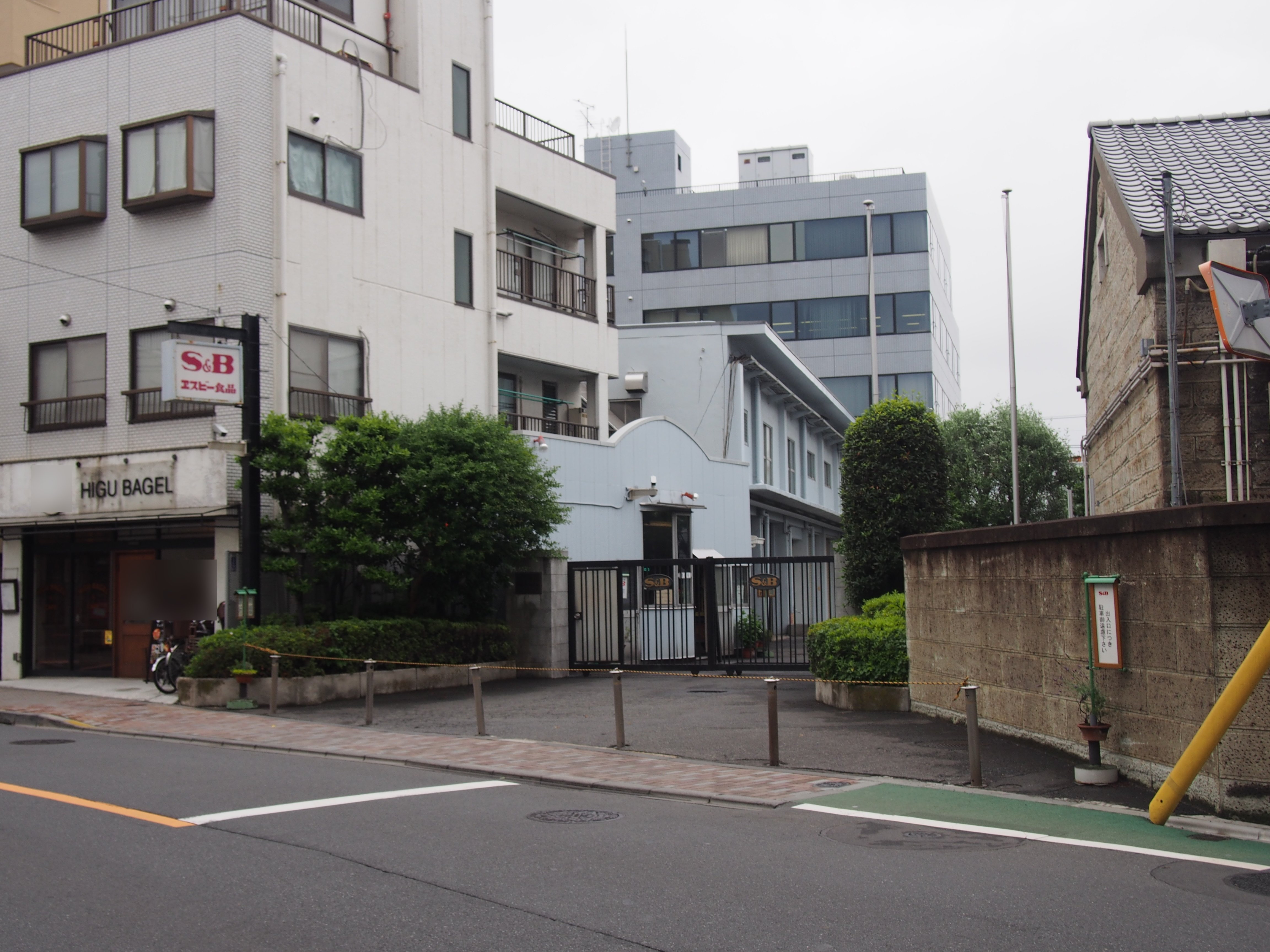
東京都板橋区宮本町にあるエスビー食品板橋スパイスセンター。

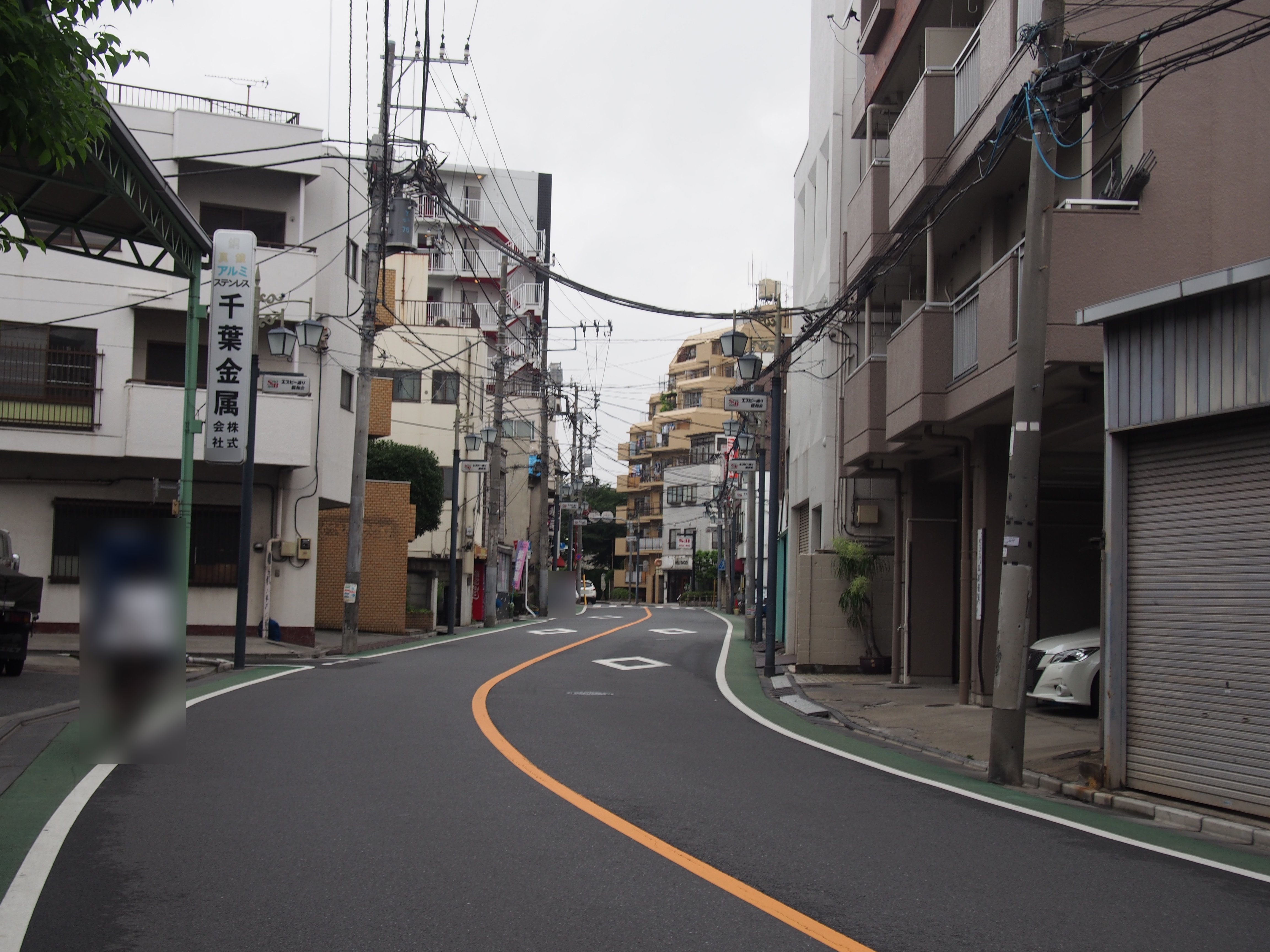
東京都板橋区宮本町にあるエスビー通り親和会。板橋スパイスセンターそばにある。

エスビー食品株式会社（エスビーしょくひん、英: S&B FOODS INC.）は、カレーや香辛料などを製造して販売する日本の加工食品メーカーである。商号はヱスビー食品株式会社で、本店は東京都中央区日本橋兜町に置く。板橋区宮本町の本社事務所「スパイスセンター｣は、かつての板橋工場で敷地内に国会議事堂を模した建物があった。エスビーカレーの缶に国会議事堂の絵柄を用いる。
コーポレート・メッセージは「そこに、スパイス&ハーブ」。

## 概要
エスビー食品創業者の山崎峯次郎（1903年 - 1974年）は、出身地の埼玉県北葛飾郡金杉村（現：松伏町）で日本初の国産カレー粉を製造販売した。このことから、松伏町では「カレーの町」として地域おこししている。「日本初の国産カレー製造販売」は異説もある。
主力商品の即席カレールウの販売実績は2024年（令和6年）で、シェアは第2位、1位はハウス食品、3位は江崎グリコ。

### 商号・ロゴ
登記する商号は「ヱスビー食品」で、1992年（平成4年）7月から対外的に「エスビー食品」の表記を使用する。商標の漢字表記が「恵寿美」であったことから「ヱ」を用いる。
1930年（昭和5年）に太陽と鳥を図案化して「ヒドリ印」を商標に採用し、1931年（昭和6年）に「太陽」の英語 Sun と「鳥」の英語 Bird から「S&B」をヒドリ印に併記した。この商標を由来として、1949年に商号をヱスビー食品株式会社に変更した。
2000年（平成12年）にブランド戦略として、S&Bの文字を含む「SPICE&HERB」（スパイスとハーブ）を掲げて新たな企業ロゴに反映したが、2022年（令和4年）12月31日に廃止した。
「S&B」の表記は、イギリスのカレー粉の老舗メーカーで世界で初めてカレー粉を商品化した「クロス・アンド・ブラックウェル社」（C&B社）の名を意識した。

### 製品
1970年（昭和45年）に「サンバード チキンカレー」でレトルトカレー市場へ参入するが、販売不振で「カレーというのは元来調理した肉・野菜を入れてじっくり煮込むもの。3分間で出来るカレーなんてものは邪道だ」と創業者山崎峯次郎の意向もあり終売し、山崎没後の1982年（昭和57年）に「フォン・ド・ボー ディナーカレーレトルト」で再び参入した。
1977年（昭和52年）に「S&B スナックチップ」でスナック菓子事業へ参入するが、不採算などから2003年（平成15年）に終売した。スナック菓子は「S&B 5/8チップ」のほか、「S&B スナックトースト」「S&B アメリカせんべ」「S&B あ・られチップ」「S&Bスナック 鈴木くん しお味」「S&Bスナック 佐藤くん チーズ味」「田中くん」「山本さん」「S&B キャプテン翼スナック」「S&B 機動戦士Ζガンダムスナック」などを販売した。2016年（平成28年）にフランスのジャム「ボンヌママン」ブランドの焼菓子「ボンヌママン タルトシリーズ」で菓子事業に復帰するが、販売不振で2018年（平成30年）12月までに終売した。
飲料事業も「たっぷり具入りのミネストローネスープ」「たっぷり具入りのコンソメスープ」などスープ飲料や、「スゥイングバー ジントニックソーダ」「スゥイングバー ジンライムソーダ」「スゥイングバー ワインスカッシュ」「バナナパーラー」「印度風ミルクティー」「茶」「紅茶」「お茶」「超微炭酸 オレンジ100％」「超微炭酸 アップル100％」「超微炭酸 グレープ&アップル100％「超微炭酸 ピーチ&アップル100％」などソフトドリンクを販売したが終売した。

### 過去の事業
- 完全子会社の株式会社エスビーカレーの王様が、カレーライス店「カレーの王様」を首都圏各地や高速道路パーキングエリアで運営したが、株式会社プラスゲートジャパンへ譲渡した。
- 東名高速道路上郷サービスエリア下り線（愛知県豊田市）を運営したが、三岐鉄道へ譲渡した。[要出典]

## 沿革
- 1923年（大正12年） - 山崎峯次郎が出身地の埼玉県北葛飾郡金杉村で「日賀志屋」として創業。
- 1940年（昭和15年） - 法人化し、株式会社日賀志屋を設立。
- 1949年（昭和24年） - ヱスビー食品株式会社に商号変更。
- 1961年（昭和36年） - 東京証券取引所第2部に株式上場。
- 1970年（昭和45年） - 「サンバード チキンカレー」でレトルトカレー市場へ参入するも一旦撤退。
- 1973年（昭和48年）- アンテナショップとして「カレーの王様」1号店を銀座に開業。
- 1977年（昭和52年） - 「S&B スナックチップ」でスナック菓子事業に参入。
- 1982年（昭和57年） - 「フォン・ド・ボー ディナーカレーレトルト」でレトルトカレー市場へ再参入。
- 1993年（平成5年） - 企業CIロゴマーク「S&B」の意匠を刷新。
- 2003年（平成15年） - 菓子事業から撤退。
- 2005年（平成17年） - 江戸龍太郎が創業家以外で初めての社長に就任。
- 2013年（平成25年）3月 - 陸上競技部が廃部。
- 2016年（平成28年） - 「ボンヌママン タルトシリーズ」で菓子事業に復帰。
- 2018年（平成30年） - 菓子事業から撤退。
- 2022年（令和4年）4月4日 - 東京証券取引所第二部からスタンダード市場へ市場変更[11]。
- 2023年（令和5年）
  - 1月1日 - 創業100周年を記念し、新コーポレート・メッセージ「そこに、スパイス&ハーブ」を制定[12]。
  - 2月6日 - 創業100周年記念商品として「S&B 赤缶カレーパウダールウ 中辛」と赤缶カレー粉を小さじ1杯分に小分けした「カレー粉スティック」を発売[13]。

## 事業所

### 本社・営業所
- 本社 東京都中央区日本橋兜町18-6
- 板橋スパイスセンター、東京支店 中央営業所
- 八丁堀ハーブテラス、広域第1,2,3営業ユニット
- 北海道支店 札幌営業所
- 東北支店 北東北、南東北営業所
- 東京支店 東部、西部、神奈川営業所
- 関東・信越支店 関東、新潟、長野営業所
- 中部支店 静岡、中部第1,2、北陸営業所
- 関西支店 関西第1,2,3営業所
- 中四国支店 中国第1,2、四国営業所
- 九州支店 九州第1,2、鹿児島、沖縄営業所

### 工場
上田 長野県上田市、東松山 埼玉県東松山市、宮城 宮城県登米市

### 連結子会社
- エスビーガーリック食品株式会社
- ヱスビースパイス工業株式会社
- 株式会社ヱスビー興産
- 株式会社ヱスビーサンキョーフーズ
- 株式会社大伸
- 株式会社ヒガシヤデリカ
- 株式会社泰秀
- S&B INTERNATIONAL CORPORATION
- S&B FOODS SINGAPORE PTE. LTD.

### 関連企業
- エスビーガーリック食品株式会社
- ヱスビースパイス工業株式会社
- 株式会社ヱスビー興産
- 株式会社ヱスビーサンキョーフーズ
- 株式会社大伸
- 株式会社ヒガシヤデリカ
- キサイフーズ工業株式会社
- 株式会社アーデン
- 株式会社泰秀
- S&B INTERNATIONAL CORPORATION
- S&B FOODS SINGAPORE PTE. LTD.
- 株式会社エスビーカレーの王様（2012年4月1日に株式会社プラスゲートジャパンに事業譲渡）
- 株式会社ゴールデンフーズ（2017年8月31日事業停止、2018年10月31日臨時株主総会で解散決議、11月26日特別清算開始決定、2019年4月24日法人格消滅）

## 主力商品

### 即席カレールウ
- S&Bゴールデンカレー - 1966年（昭和41年）発売開始来ロングセラーで、即席カレールウの基幹で最主力の商品。2013年（平成25年）度に夏季限定商品として「S&Bゴールデンカレー バリ辛」（大辛）を追加[注釈 3]し、2015年2月から上位商品として「S&Bプレミアムゴールデンカレー」（中辛のみ）を追加した。
  - S&Bカレーハーフ ゴールデンカレー
  - S&Bゴールデンカレー ミルポワ（B-5） 業務用 1kg入り - 風味は1996年（平成8年）当時の家庭用ゴールデンカレーとほぼ同一で、オンラインショップなどで市販る。
  - S&Bゴールデンカレー 業務用 中辛輸出仕様 1kg入り - 植物油脂を使用して牛、豚、鶏由来の原材料は一切使用しない。オンラインショップなどで市販する。
- S&Bフォン・ド・ボーディナーカレー - プレミアム系即席カレールウ。
  - S&Bカレーハーフ ディナーカレー
- S&Bとろけるカレー - 2001年（平成13年）発売開始で、即席カレールウの主力商品。発売開始当初はハウス食品の「こくまろカレー」にパッケージロゴが酷似と話題になる。発売当初から2016年1月製造・出荷分までは内容量が200g入り（10皿分）であったが、原材料費が高騰して2016年2月から2025年1月製造・出荷分までは内容量が180g（10皿分）、2025年2月製造・出荷分から内容量が144g（8皿分）、それぞれ減量した。
  - S&Bとろけるカレー 業務用 1kg入り - 家庭用版同様、甘口・中辛・辛口が存在する。オンラインショップなどで市販する。
- S&Bとろける濃いカレー[注釈 4]（旧・S&Bこい とろけるカレー） - 2012年（平成24年）発売開始。とろけるカレーの横展開商品。
- S&B とろけるカレー　熟成デミグラス仕立て - 2025年（令和7年）発売開始。上記のとろける濃いカレーの後継商品。
- S&Bおいしさギューッととけ込むカレー（旧・S&Bとろける おいしさギューッととけ込むカレー） - 2013年（平成25年）4月発売開始。先述のとろけるカレーの廉価版商品。
- S&Bカレーの王子さま - 子供向けカレーの元祖。1983年（昭和58年）発売開始。2014年時点で累計約7000万個を販売[14]。
- S&Bケララカレー（旧・S&Bスパイスリゾート←S&Bスパイスフェスタ）
- S&B和風カレー - 1978年（昭和53年）10月発売開始。かつおだしを使用したカレー。おもにカレー丼、カレーうどん、カレー南蛮そばなどに使用。のちに全面改良してカレーうどん専用即席カレールウとなった。
- S&B赤缶 カレーミックス - 2003年（平成15年）2月発売開始。缶入りの顆粒状即席カレールウ。S&Bカレー粉を基本に即席カレールウにアレンジしたもの。当初は160g（8皿分）の内容量で発売したが、2005年（平成17年）2月に200g（10皿分）へ増量した。
- S&Bワンミートディッシュ キーマカレー（旧・S&Bドライキーマカレー） - 2016年2月発売開始。本格的なキーマカレー専用カレールウ。調理時は水を一切使わず、フライパンに具材（挽肉、およびタマネギとトマトの各種みじん切り）を入れ、炒めたのちルウを投入して調理する。
- S&B本挽きカレー - 2020年（令和2年）2月発売開始。じっくり炒めた玉ねぎと丸鶏・香味野菜を丁寧に煮込んだブイヨンを合わせたベーススープに、カレー粉、25種のスパイスをブレンドした濃厚で香り豊かな本格的なカレールウ。
- S&B栗原はるみ わたしのカレー 中辛 - 2021年（令和3年）10月販売開始。料理家の栗原はるみが企画・監修した化学調味料無添加の素材を用いた粉末タイプの即席カレールウ。
- S&B赤缶 カレーパウダールウ - 2023年（令和5年）2月6日発売開始。後述するS&Bカレー粉スティックと共に創業1世紀（100年）記念の一環として企画・商品化した小袋入り・粉末タイプ（2皿分×4袋）の即席カレールウ。当初は中辛のみ販売し、2024年（令和6年）2月5日に辛口を追加した。
- ウチの定番カレー - 大創産業と共同開発商品でダイソー店舗のみ販売。甘口と中辛がある[注釈 5]。

### 即席ハヤシライス・ハッシュドビーフルウ
- S&Bゴールデンハヤシライスソース - 植物油脂を使用して牛、豚、鶏由来の原材料は一切使用しない。
- S&Bディナーハヤシライスソース - プレミアム系即席ハヤシルウ。
- S&Bハヤシの王子さま - 発売当初の商品名は「S&Bハヤシライスのお姫さま」だった。
- S&Bとろけるハヤシ
- S&Bおいしさギューッととけ込むハッシュドビーフ（旧・S&Bとろける おいしさギューッととけ込むハッシュドビーフ）
- S&B国産熟成ビーフのデミグラスハッシュドビーフ（旧・S&B熟成フォンの国産デミグラスハッシュドビーフ） - 2024年（令和6年）6月現在、既に絶版となった「S&B濃いハヤシ」の後継商品でハウス食品「熟成デミグラスソースのハッシュドビーフ」の競合商品にあたる大人向け即席ハッシュドビーフルウ。原材料にトマトは一切使用せず、代わりに国産熟成ビーフ、および国産野菜の各種エキスのほか、カカオマス、ローストオニオン、砂糖とワインビネガーを煮詰めてカラメル化した調味料のガストリックソースなどを使用する。
- S&Bブルゴーニュワインのフレンチハヤシ - 2021年2月に発売開始。東京・市ヶ谷の「シェ・オリビエ」オーナーシェフのオリビエ・オドスが監修した素材の美味しさを活かすフレンチの伝統的なソースにこだわり、香り高いブルゴーニュ産ワインを 100%使用した濃厚な旨みとコクのある特製赤ワインソースをベースとした即席ハヤシライスソースルウ。
- S&B栗原はるみ トマトのハヤシ - 2023年（令和5年）10月販売開始。料理家の栗原はるみが企画・監修した化学調味料無添加の素材を用いた粉末タイプの即席ハヤシライスソースルウ。

### 即席シチュールウ
- S&Bフォン・ド・ボーディナーシチュー - プレミアム系即席シチュールウ。
- S&Bとろけるシチュー
- S&Bおいしさギューッととけ込むシチュー
- S&B濃いシチュー
- S&Bシチューの王子さま
- S&Bワンプロキッチン ビーフシチュー
- S&B栗原はるみのクリームシチュー/ビーフシチュー - 2021年（令和3年）10月販売開始。料理家の栗原はるみが企画・監修した化学調味料無添加の素材を用いたパウダータイプの即席シチュールウ。

### レトルト食品

#### カレー・シチュー・ハヤシ・丼物・パスタソース他
- S&Bおいしいカレーシリーズ（旧・S&Bなっとくのカレーシリーズ）
  - 甘口
  - 中辛
  - 辛口
  - 大辛
  - 軽く2人前中辛
- S&Bどんぶり党
  - 牛丼
  - 中華丼
  - 親子丼
- S&Bゴールデンカレー 中辛/辛口 レトルト - 2016年2月より発売開始。
  - S&Bゴールデンカレー バリ辛 レトルト - 2015年5月より夏季限定商品として発売開始。当初はゴールデンカレーシリーズ唯一のレトルトカレーとして発売されていた。
- S&Bカレー曜日
- S&Bフォン・ド・ボーディナーカレー
- S&Bカレーの王子さま
- S&Bグラン・スペシャリテ ほどけるビーフシチュー
- S&B本日の贅沢
  - 濃厚ブイヨンビーフカレー 中辛
  - ローストオニオン欧風カレー 中辛
  - 甘熟フルーツドライカレー 中辛
  - 濃厚赤ワイン黒ハヤシ
  - パスタソース（ミートソース・カルボナーラ）
- S&Bみやび - 和風パスタソース。
  - つぶ立ちたらこのカルボナーラ
  - つぶ立ち明太子のボンゴレ
- セブンプレミアム ビーフカレー - セブン&アイ・ホールディングス開発商品、エスビー食品がOEM供給。
- S&B「5/8」サイズ カレー - 2019年2月より発売開始。

#### 包装米飯
- S&Bごはんシリーズ - 1990年（平成2年）から展開中。
  - つややかなごはん
  - 麦ごはん
  - 五穀ごはん
  - 十六穀ごはん
  - 発芽玄米ごはん
  - 赤飯
  - 五目ごはん
- S&Bピアットシリーズ - 無菌米飯とソース・具が一緒になった電子レンジで調理するセット米飯。
  - 5種の野菜のチーズカレードリア
  - 海老のトマトクリームドリア
  - 直火焼豚炒飯風味
  - 牛カルビビビンバ
  - スンドゥブチゲクッパ
  - ずわい蟹雑炊
  - 予約でいっぱいの店のシリーズ - 東京・銀座「ラ・ベットラ」のオーナーシェフ・落合務監修
    - 4種のチーズクリームリゾット
    - なすとベーコンのポモドーロリゾット
    - 蟹のトマトクリームリゾット

### 香辛料

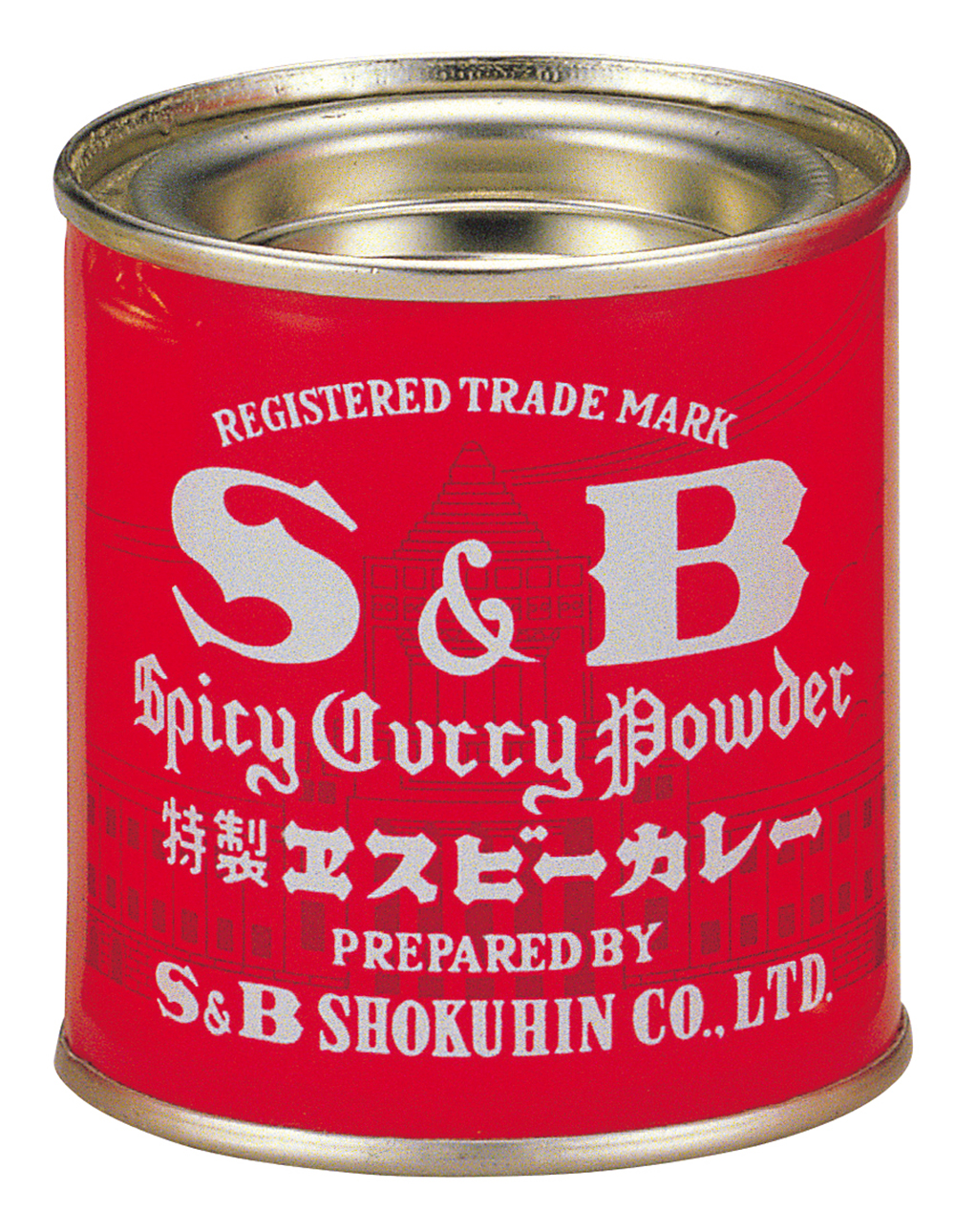
エスビーカレー粉缶

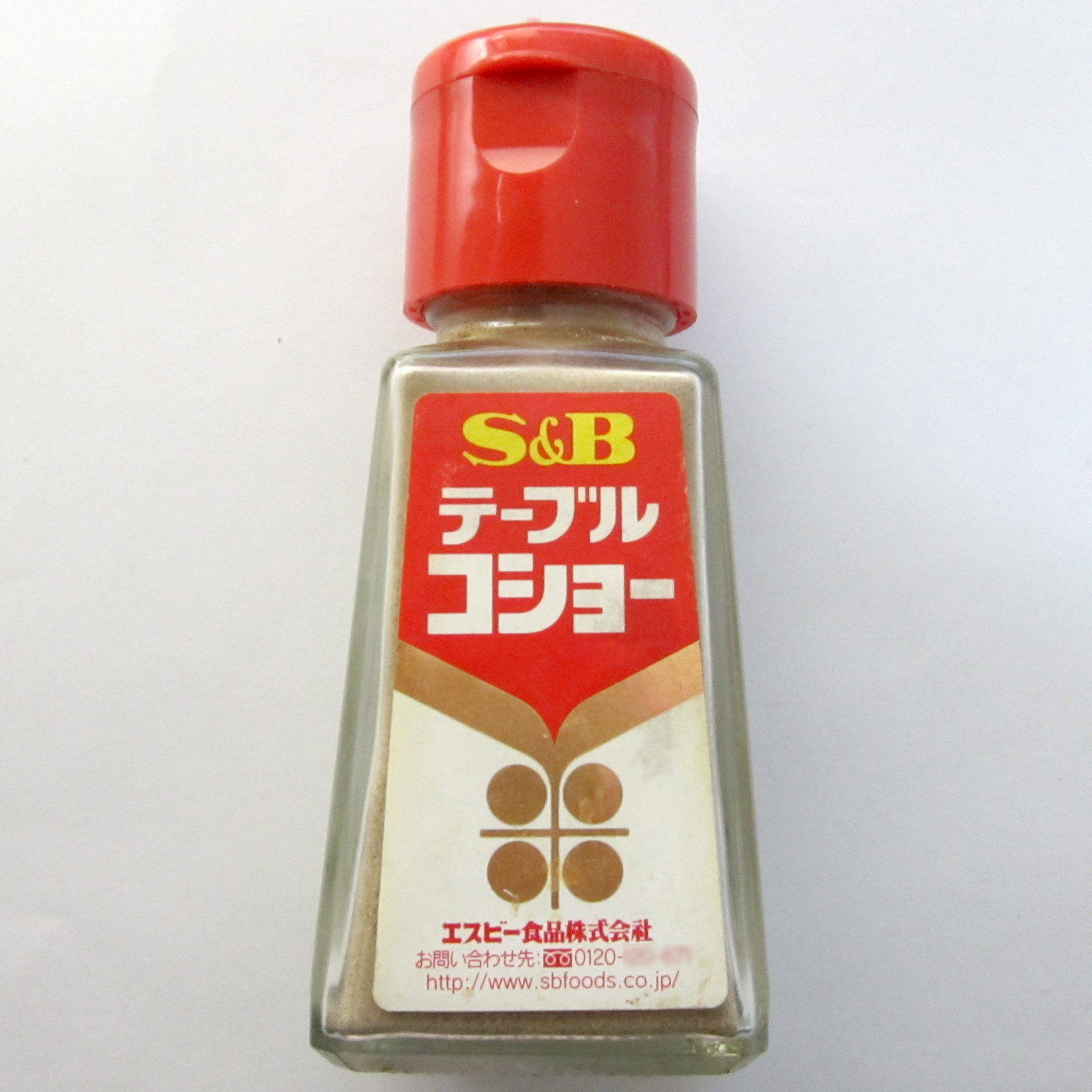
S&Bテーブルコショー

- S&Bカレー粉 - 1933年（昭和8年）発売開始。ロングセラー商品の一つ。当初は別称「白缶」として発売し、1950年（昭和25年）缶を白色から赤色へ刷新して「赤缶」と通称される。
- S&Bカレー粉スティック - 2023年（令和5年）2月6日発売開始。先述のS&B赤缶 カレーパウダールウ 中辛と共に創業1世紀（100年）記念の一環として企画・商品化されたスティックタイプのカレーパウダー。
- S&B粉からし
- S&B粉わさび
- S&Bテーブルコショー
- S&Bキッチンコショー
- S&Bテーブルあらびきコショー
- S&B味付塩こしょう
- S&B SPICE & HERBシリーズ
- S&B SPICE & HERBシーズニングシリーズ
- S&Bスマートスパイスシリーズ
- S&B有機スパイスシリーズ
- S&B FAUSHONスパイスシリーズ
- S&B韓シーズニングシリーズ
- S&B菜館シーズニングシリーズ
- S&Bおひさまキッチンシリーズ
- S&B マジックソルト
- S&B料理用カレー
- S&Bカレーパウダー
- S&Bガラムマサラ
- S&B七味唐からし - 創業当初からの商品
- S&B一味唐からし
- S&B旬の香りシリーズ
- S&Bテーブルガーリック
- S&Bさんしょうの粉

### チューブ入り香辛料
- S&B本生シリーズ
  - からし
  - わさび
  - 生わさび
  - 本わさび
  - にんにく
  - しょうが
- S&B風味推薦シリーズ（本生シリーズの廉価版）
  - からし
  - わさび
  - にんにく
  - しょうが
- S&B洋風マスタード
- S&B洋風つぶ入りマスタード
- カレープラス きざみ福神漬け

### 中華調味料
- 李錦記シリーズ - 香港の食品メーカーから直輸入。過去に販売したライオンが食品事業から撤退し、エスビー食品が日本の販売を後継した。
  - オイスターソース

### ラー油

#### ラー油
- ラー油 - 定番商品。オレンジ（黄色に近い色）のキャップが特徴的。
- 唐からし入 ラー油 - 上記商品に粗挽きの唐辛子を追加したもの。赤いキャップ。辛さは通常ラー油の1.5倍 – 2倍。
- 四川風ラー油 - 約20粒漬込んだ花椒独特の香りと清涼感のある辛味が特徴。辛さは通常ラー油の約1.8倍。黒色キャップ。

#### 具入りラー油
- 俺たちのおかずラー油 - 社会現象を起こした桃屋 の「辛そうで辛くない少し辛いラー油」の競合商品で、桃屋商品の半年後に発売した。桃屋の「辛そうで辛くない少し辛いラー油」同様に一時期品切した[15]。発売当初の商品ブランドは「ぶっかけ!おかずラー油」だったが2015年より商品ブランドを「俺たちのおかずラー油」に改称した。
  - 俺たちのパラパラおかずラー油 - 「俺たちのおかずラー油」から油脂の量を減量させた派生商品。旧商品名は「ぶっかけ!おかずラー油から油を減らしてみました。」。
  - 乙女たちのおかずラー油 - 「俺たちのおかずラー油」からフライドガーリックだけを省略して辛さを控えめにした派生商品。女性向け。
- 李錦記 具入り辣油 - 香港式の具入りラー油。

#### のせタレ!
- のせタレ!ラー油ごま - 練りごま・すりごま・炒りごまの三種とラー油を組み合わせた一品。
- のせタレ!ラー油おろし - 大根おろしの入ったポン酢の風味も感じる一品。
- のせタレ!ラー油ねぎ塩 - 長ネギと玉ねぎが入った一品。

#### その他ラー油
- ラー油ごまだれ
- ラー油ぽん酢
- 生風味スパゲティソース ラー油高菜

### 調味料・ジャム・菓子・その他
- S&Bおでんの素 - 1968年（昭和43年）9月発売開始。鹿児島・枕崎産の鰹節と北海道・日高産の昆布を使用[注釈 6]したおでんの素。おでんはもとより、鍋物や茶碗蒸しなどいろいろな和風料理に使用出来る。顆粒状のおでんの素ではトップシェアを誇る。
- S&B京風おでんの素 - 醤油を一切使わず、北海道産の真昆布、鰹節、さば節、むろあじ節、いりこなど厳選されただしに拘った、あっさり風味のおでんの素。化学調味料無添加。
- S&Bカレーおでんの素 - 2010年（平成22年）8月発売。カレーおでんやカレー鍋、カレーうどんなど和風カレー料理に最適なおでんの素。いりこだしをベースとした「煮込み用だし」とカレー粉・鰹節をベースとした「仕上げ用だし」の2袋体制。
- S&Bスパイスソース - 自社製香辛料を使用したウスターソース類。粘度別にウスター・中濃・とんかつの3種がある。
- S&Bチャーハンの素
- S&Bドライカレーの素
- S&Bチキンライスの素
- S&Bまぜるだけのパスタソース - 茹でたてのスパゲッティに混ぜるだけのパスタソース。生風味たらこ・生風味からし明太子・ツナしょうゆ風味・梅しそ・柚子こしょうペペロンチーノ・ラー油高菜・生風味たらこバター・生風味明太子ペペロンチーノ・アボカド・ペペロンチーノ・バジル・海老トマトクリーム・トマト&チーズ・かにトマト チャウダー風・ほたてクリーム チャウダー風の15種類がある。
- S&B予約でいっぱいの店シリーズ - いつも予約でいっぱいのイタリアンとして人気の東京・銀座「ラ・ベットラ」のオーナーシェフ・落合務監修のパスタソース（レトルト・瓶入り）のシリーズ。
- S&Bホンコンやきそば - かつては全国で販売されていたが、現在は北海道・大分県及び宮城県仙台市のみでの限定販売になっている。
- S&B栗原さんちのおいしいごはん
- ボンヌママンシリーズ
  - ボンヌママン ジャム（ハチミツ・ミルクジャムを含む）
  - ボンヌママン タルト（レモン・ラズベリー・ショコラキャラメル）

## 過去の商品

### カレー（レトルト含む）
- S&B モナカカレー
- S&B 特製ヱスビーカレー
- S&B ママチャップカレー
- S&B レーンボーカレー
- S&B ゴールデンレーンボーカレー
- S&B マイルドゴールデンカレー
- S&B 陽気なグルメ
- S&B レンジブランチフォン・ド・ボー
- S&B カレーのお姫さま
- S&B ドラゴンボールカレー
- S&B キャプテン翼カレー
- S&B ドラゴンボールZカレー
- S&B キャプテン翼Jカレー
- S&B ドラゴンボールGTカレー
- S&B 王室料理人 地中海カレー
- S&B ハピファミカレー
- S&B じっくり焙煎 全粒粉カレー
- S&B カレーハーフ とろけるカレー

### ハヤシ・ハッシュドビーフ（レトルト含む）
- S&B ママチャップハヤシ
- S&B ブラウン缶 デミグラミックス
- S&B 王室料理人 地中海ハヤシ
- S&B ハヤシハーフ とろけるハヤシ
- S&B 濃いハヤシ
- S&B まるごと濃熟トマトのハッシュポーク
- S&B ドライキーマハヤシ

### シチュー（レトルト含む）
- S&B ゴールデンシチュー（クリームシチュー・ビーフシチュー）
- S&B ビーフシチュー
- S&B クリームシチュー
- S&B 森のシチュー屋さん
- S&B シチュー・ド・北海道
- S&B シチューハーフ とろけるシチュー
- S&B 白缶 ホワイトソースミックス

### スープ
- S&B たまごスープ

### スナック菓子
- S&B 5/8チップ
- S&B 3/8チップ
- S&B スナックチップ
- S&B スナックトースト
- S&B アメリカせんべ
- S&B あ・られチップ
- S&B パフスティックコーン
- S&B ヘッドギア
- S&B スイートコーンチップ
- S&B ライススナック
- S&B ポテトワールド
- S&Bスナック鈴木くんしお味・佐藤くんチーズ味・田中くん・山本さん
- S&Bスナック葉っぱっ子
- S&B カレーパンスナック
- S&B 中華スナック飲茶倶楽部
- S&B カニコロ
- S&B こんがりベーコン
- S&B えび&焼きのり
- S&B ザックンジャーキー
- S&B 夏のHOTこんがりベーコン
- S&B あみやき焼肉
- S&B おいしさ新発見
- S&B ポテトチップス
- S&B 元祖シリーズ
- S&B 旨さ練りこみシリーズ
- S&B 超スーパー
- S&B RED&BLACKPOTATOCHIP
- S&B ミックスピザスナック
- S&B コーンポタージュスナック
- S&B デリシャスコーン
- S&B いか焼き
- S&B タイ風&インド風スナック
- S&B いかてりスナック
- S&B 本格キムチスナック
- S&B ハムコーンマヨネーズスナック
- S&B 超刺激体験スナックマッスル
- S&B from IDAHO Potato Chip
- S&B ゴーダチーズ&ナチュラルヨーグルト味スナック
- S&B クリーミーチーズスナック
- S&B しゃぶしゃぶ
- S&B スーパーわさび&チリにんにくクリーム付きスナック
- S&B ピングーチップ
- S&B キャプテン翼スナック
- S&B キャプテン翼Jスナック
- S&B 機動戦士Zガンダムスナック
- S&B ドラゴンボールスナック
- S&B ドラゴンボールGTスナック
- S&Bスナック サハラのかる石[16]

### 飲料
- キャプテン翼ココア・スポーツドリンク
- たっぷり具入りのミネストローネスープ・コンソメスープ
- スウィングバー ジントニックソーダ・ジンライムソーダ・ワインスカッシュ
- バナナパーラー
- 印度風ミルクティー
- 茶
- 紅茶
- お茶
- 超微炭酸 オレンジ・アップル・グレープ&アップル・ピーチアップル100％

### デザート
- キラデリーシャーベット

### その他
- S&B まぜればシリーズ
- S&B レンジ用ごはん
- S&B とろっとワンプレート

など

## CMキャラクター

### 現在
- 吉田羊（ゴールデンカレーシリーズ、S&B赤缶カレー粉、パウダールウ、SPICE&HERBシーズニングシリーズ、年末香辛料シリーズ、S&B赤缶カレーパウダールウ 中辛/辛口）
- 西島秀俊（S&B赤缶カレーパウダールウ 中辛/辛口、濃いシチュー、マジックソルト、きざみ青じそ、ワンプロキッチン、予約でいっぱいの店のパスタソース）
- 坂口健太郎（S&B赤缶カレーパウダールウ 中辛/辛口、本挽きカレー）
- 伊藤淳史（濃いシチュー、マジックソルト、きざみ青じそ）
- 工藤阿須加（チーズ好きの熟成欧風カレー/濃厚トマトハヤシ）
- 栗原はるみ（栗原はるみ わたしのカレー/わたしのシチュー/わたしのハヤシ、栗原さんちのおいしいごはん）
- 落合務（予約でいっぱいの店のパスタソース）
- DAIGO（マジックソルト）

### 過去
- 立川談志（モナカカレー、ホンコンやきそば）
- 芦屋雁之助（特製ヱスビーカレー。当時「インド人もびっくり」というキャッチコピーで一世を風靡し、このコピーは当時の流行語にもなった[17]）
- 佐久間良子（ゴールデンカレー）
- 岸田今日子（フォンドボーディナーカレー）
- ザ・ドリフターズ（レインボーカレー。2013年に発売されたハピファミカレーの源流に当たる即席カレールウだった）
- 天地真理（ゴールデンシチュー）
- 三浦雄一郎（ヱスビーシチュー）
- 林家木久蔵〔先代＝現・木久扇〕（ねりわさび、ねりからし）
- 水谷豊（スナックチップ、スナックトースト、ゴールデンレインボーカレー）
- 井上順（スナックトースト）
- ベンガル（和風カレー）
- 柄本明（和風カレー）
- 三波伸介（5/8チップ、あ・られチップ）
- 西田敏行（5/8チップ、アメリカせんべ、あ・られチップ）
- 孫悟空（声 - 野沢雅子、ドラゴンボールより）（5/8チップ）
- 浅草キッド（5/8チップ）
- 持田真樹（5/8チップ）
- SPEED（島袋寛子、新垣仁絵、上原多香子、今井絵理子）（5/8チップ）
- 加藤賢崇（5/8チップ）
- 小倉智昭（シチュー・ド・北海道）
- 宮川一朗太（カレー曜日）
- 坂井宏行（ゴールデンカレー「ミルポワ」）
- 磯野貴理子（とろけるシチュー&とろけるカレー）
- 小林克也（ゴールデンカレー、カレーの王子さま）〔ナレーターのみ〕
- 熊倉一雄（レンジ用ごはん）〔ナレーターのみ〕
- 山本リンダ（レンジ用ごはん「つややかなごはん」）〔CMソングのみ〕
- キングコング（濃いシチュー）
- ほっしゃん。（濃いシチュー）
- 陣内智則（濃いシチュー）
- ジャルジャル（濃いシチュー）
- 金田哲（濃いシチュー）
- 藤岡弘、（濃いシチュー）
- しこくのミサワ画のイラスト「エスビーブラザーズ」（ハピファミカレー）
- 須藤理彩（SPICE & HERBシーズニングマジック）
- 鈴木福（とろっとワンプレート ハッシュドポーク）
- 本田望結（とろっとワンプレート チーズィーチキン/ハッシュドポーク/ドリアミート）
- 及川光博（本挽きカレー）

他多数

## 提供番組

### 現在
- DAIGOも台所〜きょうの献立何にする?〜（ABC制作・テレビ朝日系・隔日）
- サタデープラス（MBS制作・TBS系）
- 魔法のワンプレート（BS-TBS） - 一社提供
  - 上記の提供番組を除き、主にスポットCMが中心であり、その他の全国ネットのスポンサーはパーティシペーション扱いとなる場合も少なくない。

### 過去
- 少年ジェット（フジテレビ系）
- マンモス家族（フジテレビ系）
- アニマル1（フジテレビ系）
- 妖怪人間ベム（アニメ版）（フジテレビ系）
- トップスターショー・歌ある限り（TBS系）
- ザ・ベストテン（TBS系、番組開始当初 - 1985年（昭和60年）9月まで）[注釈 7]
- 小川宏ショー（フジテレビ系）
- ハイ!土曜日です（関西テレビ制作・フジテレビ系）
- 宇宙戦艦ヤマト（読売テレビ制作・日本テレビ系）
- オールナイトニッポン（ニッポン放送、NRN系、1979年〜1983年9月まで）など
- Dr.スランプ アラレちゃん（フジテレビ系）
- ドラゴンボール→ドラゴンボールZ（フジテレビ系）[注釈 8]
- もっと素敵に!（テレビ東京）
- 西部警察（テレビ朝日系）[注釈 9]
- モーニングEye（TBS系）
- はなまるマーケット（TBS系・隔日）
- 奥さま劇場（TBS系）
- ママレード・ボーイ（ABC制作・テレビ朝日系）
- 星獣戦隊ギンガマン（テレビ朝日系） [注釈 10]
- いっぷく!（TBS系・隔日）
- 関口宏の東京フレンドパークII（TBS系）
- ヒルナンデス!（日本テレビ・月曜12時枠）
- ビビット（TBS系・隔日）など
- グッとラック!（TBS系・隔日）
- 上沼恵美子のおしゃべりクッキング（ABC制作・テレビ朝日系・隔日）[注釈 11]

## テレビ番組
- 日経スペシャル カンブリア宮殿 日本初のカレー粉を作った百年企業 不屈の商品開発術!（2023年11月9日、テレビ東京）- 社長 池村和也出演[18][19]。

## 陸上競技部
社会人陸上部の活動で知られ、瀬古利彦（エスビー食品スポーツ推進局長）らが所属したが、2013年3月末に廃部した。
1954年に創部以来、2012年までオリンピックをはじめとする国際大会の代表選手を輩出し、マラソンの瀬古利彦が国際大会で優れた成績を収め、実業団初の外国人ランナーとなるダグラス・ワキウリが1988年ソウルオリンピック男子マラソンで銀メダルを獲得した。
駅伝は全日本実業団対抗駅伝競走大会で1984年（昭和59年）第29回大会から4連覇を達成し、準優勝3回の強豪である。
1990年代以降は瀬古が現役時代にライバルであった宗茂と宗猛の兄弟が率いる旭化成陸上部に対して1回も優勝できなかった。2000年第44回全日本実業団対抗駅伝競走大会で9位と入賞を逃して駅伝中心の練習からマラソンや長距離種目で世界大会を目指す方針へ変更し、2001年以降は駅伝から撤退した。
2012年8月31日にエスビー本社は記者会見で「2013年3月末日を以て陸上競技部を廃部し、59年間の歴史に終止符を打つ」ことを発表した。2013年1月6日にDeNAがエスビー食品陸上部を受け入れることを表明し、スポーツ推進局長の瀬古と竹澤健介を除く所属選手ら全員が移籍した。2013年4月1日から瀬古もDeNA陸上競技部総監督へ転身した。

### 主要選手ら略歴
| 氏名               | 略歴 |
| ------------------ | --- |
| 中村清             | 同社陸上競技部監督として瀬古・中村・新宅・佐々木・ワキウリらを指導。門下よりオリンピック代表を多数輩出。 |
| 瀬古利彦           | 1980年モスクワオリンピック・ロサンゼルスオリンピック・1988年ソウルオリンピック男子マラソン日本代表。競技生活引退の後に同社陸上競技部監督として、金井・櫛部・武井・花田・渡辺らを指導。日本陸上競技連盟役員を務めた。日本オリンピック委員会委員。のちに同社スポーツ推進局局長。 |
| 中村孝生           | モスクワオリンピック男子5000m日本代表。日本陸上競技選手権大会男子10000m優勝（1982・1983・1985年）。同社陸上競技部競技部長。のち立正大学陸上競技部駅伝監督。 |
| 新宅雅也           | モスクワオリンピック男子3000m障害・ロサンゼルスオリンピック男子10000m日本代表。男子3000m障害元日本記録保持者。 |
| 佐々木七恵         | ロサンゼルスオリンピック女子マラソン日本代表。1983年東京国際女子マラソン・1985年名古屋国際女子マラソン優勝。女子マラソン元日本最高記録保持者。 |
| ダグラス・ワキウリ | ソウルオリンピック男子マラソン銀メダリスト。世界陸上競技選手権ローマ大会男子マラソン金メダリスト。 |
| 金井豊             | ロサンゼルスオリンピック男子10000m7位入賞。エスビー食品陸上競技部員交通死亡事故で事故死。 |
| 谷口伴之           | 1990年アジア競技大会男子マラソン日本代表として出場1ヶ月前に、同上エスビー食品陸上競技部員交通死亡事故で事故死。 |
| 坂口泰             | 競技生活引退後、中国電力陸上競技部設立時にコーチとして参加。その後監督に昇格。 |
| 遠藤司             | ソウルオリンピック男子10000m日本代表。 |
| 田幸寛史           | 1991年入社、2000年に引退後、同社陸上競技部コーチ、中央大学陸上部長距離駅伝監督、同社監督、瀬古総監督の下DeNA監督、中国電力監督、ルートインホテルズヘッドコーチ。2023年より青山学院大学陸上部コーチ。                                                                           |
| 平塚潤             | 1994年アジア競技大会男子10000m銀メダリスト。のち城西大学陸上部駅伝監督、同大学准教授。 |
| 武井隆次           | 2002年アジア競技大会男子マラソン銅メダリスト。2002年びわ湖毎日マラソン優勝。のち同社陸上競技部監督を務めた。 |
| 花田勝彦           | アトランタオリンピック男子10000m、シドニーオリンピック男子5000m・10000m日本代表。のち上武大学陸上部駅伝監督、GMOアスリーツ監督、早稲田大学競走部駅伝監督。 |
| 櫛部静二           | 1998年全日本実業団対抗陸上競技選手権大会男子10000m優勝。のち平塚潤の後を受け城西大学陸上部駅伝監督。 |
| 今野二郎           | 仙台育英高・東洋大出身。のち韋駄天治療室室長。トレーナー。 |
| 川内勝弘           | 大牟田高・日大出身。のち拓殖大学陸上部駅伝監督。 |
| 武井康真           | 久我山高・中大出身。武井隆次の1年下の弟。のち富士重工陸上部所属。 |
| 渡辺康幸           | アトランタオリンピック男子10000m日本代表。のち早稲田大学競走部駅伝監督、住友電工陸上部監督。 |
| 近藤重勝           | 競技生活引退後、上武大学陸上部駅伝コーチとして参加。のち花田勝彦の後を受け2016年に監督に昇格。 |
| 西田隆維           | 世界陸上競技選手権エドモントン大会男子マラソン9位。 |
| 国近友昭           | アテネオリンピック男子マラソン日本代表。のちDeNA陸上部コーチ。 |
| 木庭啓             | 西脇工業高出身。前旭化成陸上部所属。 |
| 高橋憲昭           | 鉾田一高・中大出身。前富士重工陸上部所属。 |
| 上野裕一郎         | 世界陸上競技選手権ベルリン大会男子5000m日本代表。2018年から23年まで立教大学陸上部駅伝監督。 |
| 竹澤健介           | 北京オリンピック男子5000m・10000m日本代表。 |
| ビダン・カロキ     | 世羅高出身。ロンドンオリンピック・世界陸上競技選手権モスクワ大会・世界陸上競技選手北京大会・リオデジャネイロオリンピック・世界陸上競技選手権ロンドン大会男子10000mケニア代表。                                                                                                 |